# Errico Buonanno
Errico Buonanno (Roma, 14 ottobre 1979) è uno scrittore e giornalista italiano.

## Biografia
Errico è figlio dell'astronomo Roberto Buonanno.
Ha esordito nella narrativa con il romanzo Piccola Serenata Notturna, nel 2003 con cui ha vinto il Premio Calvino e il Premio Kihlgren. A partire dallo stesso anno ha iniziato a collaborare con il giornale il manifesto, per poi passare a Il Riformista e al Corriere della Sera. Dal 2004 al 2010 ha lavorato come editor di narrativa italiana presso la Marsilio Editori di Venezia, per cui ha curato anche traduzioni.
Il suo secondo romanzo, L'accademia Pessoa, tradotto in Germania, ha vinto il  Premio letterario Orient-Express. Ha pubblicato successivamente opere di narrativa e saggistica, tra cui Sarà vero. Falsi, sospetti e bufale che hanno fatto la Storia, edito da Stile Libero (Einaudi), il viaggio tra le religioni alternative L'eternità stanca, uscito per Editori Laterza, Vite straordinarie di uomini volanti per Sellerio e Teresa sulla Luna, edito da Solferino (casa editrice) e tradotto in Francia.
Autore e conduttore radio-televisivo, dal 2010 al 2012 ha scritto con Chiara Gamberale le tre stagioni della trasmissione radiofonica Io, Chiara e l'Oscuro, in onda su Radio 2, in cui interpretava il ruolo della "Testa". Ha rivestito il ruolo di insegnante di letteratura italiana per il programma La Scimmia, in onda su Italia 1 nell'ottobre del 2012 e successivamente inserito all'interno di Amici di Maria De Filippi su Canale 5. Nel 2014, per il Corriere della Sera, ha realizzato la web-serie I ragazzi degli anni '90.  Tra il 2015 e il 2016 è stato autore e voce del programma I Provinciali, condotto da Pif e Michele Astori, in onda ancora su Radio 2. Successivamente ha lavorato come autore TV in diversi programmi di Rai 1, Rai 3 e Rai 5. Per RaiPlay Sound ha realizzato i podcast "Non ce lo dicono1!!" e "Almeno credo" con Carlo De Ruggieri, prodotto da Oram.

## Pubblicazioni
- Piccola Serenata Notturna, 2003, Marsilio;
- Partita doppia, 2005, Aliberti editore, assieme a Gianni Farinetti;
- L'accademia Pessoa, 2007, Einaudi Stile Libero;
- Sarà vero. La menzogna al potere. Fatti, sospetti e bufale che hanno fatto la Storia, 2009, Einaudi Stile Libero; ripubblicato da UTET nel 2019
- L'eternità stanca. Pellegrinaggio agnostico tra le nuove religioni, 2012, Laterza;
- Io, Chiara e l'Oscuro, 2012, Transeuropa;
- La sindrome di Nerone. In ogni grande dittatore, un artista mancato, 2013, Rizzoli
- Lotta di classe al terzo piano, 2014, Rizzoli
- Notti magiche. Atlante sentimentale degli anni '90, 2017, UTET, assieme a Luca Mastrantonio
- Vite straordinarie di uomini volanti, 2018, Sellerio
- Falso Natale. Bufale, storie e leggende della festa più importante dell'anno 2018, UTET
- Teresa sulla luna, 2019, Editore "Solferino - Corriere della Sera"
- Non ce lo dicono. Teoria e tecnica dei complotti dagli Illuminati di Baviera al Covid-19, 2021, UTET
- Fate i cattivi, con le illustrazioni di Caterina Di Paolo, 2022, Editore "Solferino - Corriere della Sera"
- L'imperatore d'America. Storia favolosa del vagabondo che si fece Re, 2022, UTET
- I bambini sono matti, con le illustrazioni di Joshua Held, 2025, Gallucci

### Traduzioni
- Può la barca affondare l'acqua? Vita dei contadini cinesi, Chen Guidi e Wu Chuntao, 2007, Marsilio;
- Una bambina soldato, China Keitetsi, 2008, Marsilio;
- Le donne e l'Olocausto. Ricordi dall'inferno dei Lager, Lucille Eichengreen, 2012, Marsilio;
- Confessioni di una sociopatica, M.E. Thomas, 2013, Marsilio;